# Raimundo Nonato de Oliveira Marques
Raimundo Nonato de Oliveira Marques (Barras de Marataoã, 13 de fevereiro de 1916 — Valença do Piauí, 29 de janeiro de 2017) foi presbítero católico e educador brasileiro da Arquidiocese de Teresina. Dentre as várias atividades que desempenhou, foi vigário ecônomo da Paróquia Menino Deus de Monsenhor Gil, de 1944 a 1994, e vigário cooperador e pároco de Valença do Piauí, de 1946 a 1976. Nesta cidade, também se destacou como educador ao fundar, em 1949, e dirigir o Colégio Santo Antônio, primeira instituição de ensino secundário local, vendida ao governo estadual em 1979. Faleceu centenário, o padre católico mais velho do Brasil. 

## Biografia
Era filho de Maria Ester e Olímpio Marques. Aos oito anos de idade, mudou-se com a família para a cidade de União (Piauí), município vizinho da capital Teresina.
Fez os estudos primários na escola Maria do Livramento e no Colégio Professor Benedito Moura dos Santos, em União, de 1925 a 1930. Aos quatorze anos, entrou para o Seminário Menor de Teresina, onde cursou o ginasial. Em 1934, entrou no Seminário Maior, estudando primeiramente no Colégio Diocesano. De lá rumou para Fortaleza, Ceará, para prestar serviço militar obrigatório na Escola de Bombeiros. De volta ao seminário, deu continuidade aos estudos em Teologia, como também de outros idiomas, como latim, francês e grego, além de música e outras disciplinas afins do currículo de época.
Recebeu a ordenação sacerdotal em 8 de dezembro de 1940 das mãos do arcebispo Dom Severino Vieira de Melo, na Catedral Metropolitana de Nossa Senhora das Dores. Sete dias depois, cantou sua primeira missa na igreja de Nossa Senhora dos Remédios, em União.
Em 3 de janeiro de 1941, foi nomeado vigário cooperador das paróquias de Picos, Jaicós e Paulistana, no sudeste piauiense, função que desempenhou durante um ano, sendo, em seguida, transferido para a Paróquia São Gonçalo em Regeneração, no médio Parnaíba. Em janeiro de 1944, foi nomeado vigário ecônomo da Paróquia Menino Deus de Natal, atual Monsenhor Gil. Permaneceria nesta função por cinquenta anos.

### Trabalho pastoral em Valença
Em janeiro de 1945, padre Raimundo recebeu a provisão de pároco amovível da paróquia de Regeneração. Todavia, oito meses depois, a pedido do arcebispo Dom Severino, aceitou ser transferido para a Paróquia Nossa Senhora do Ó de Valença do Piauí na condição de vigário cooperador do padre José Gomes da Silva.
Em 28 de maio de 1949, recebeu provisão para celebrar o Santo Sacrifício e a novena campal durante o festejo do então povoado de Santa Cruz dos Milagres. No ano posterior, foi nomeado pároco inamovível de Nossa Senhora do Ó de Valença, vindo a abdicar, no entanto, com apenas um ano de provisão devido às suas atividades como educador.

### Colégio Santo Antônio
Naquele tempo, Valença, era uma cidade bastante limitada, sendo a fragilidade maior no sistema educacional, uma vez que ali só existia o conhecido curso primário no Grupo Escolar Cônego Acelino e de forma bem tímida, escolas particulares que obedeciam ao mesmo ciclo. A inexistência de profissionais da educação para assumir o ensino mais evoluído fez com que ocorresse a vinda do Instituto Santo Antônio, proveniente de Oeiras. 
O professor Antônio de Jesus Maria Madeira de Araújo Costa, por iniciativa própria, fundara o instituto no dia 12 de outubro de 1938, tendo sido o mesmo reconhecido pelo Governo do Estado pelo decreto n° 1.301 de 14 de setembro de 1941. O instituto, no entanto, não se desenvolveu na sua cidade de origem e, assim, o seu fundador e diretor resolveu transferi-lo para Valença, por intermédio de seu irmão, o padre José de Jesus Moura Madeira de Araújo Costa, e do padre Marques.
O Instituto Santo Antônio era autônomo, independente da organização do ginásio e tinha por finalidade preparar alunos para o exame de admissão daquele estabelecimento. O sucesso do mesmo gerou a necessidade de oferecer uma educação melhor para os cidadãos locais. Assim, padre Marques, movido pelo desejo de melhor atender aos paroquianos, tomou a iniciativa da fundação de um estabelecimento educacional em Valença. Obteve o apoio do tenente Antônio Félix de Melo, amigo próximo do senador Joaquim de Lima Pires Ferreira, por quem foi dada a entrada da documentação pedindo à Ministra da Educação e Saúde, Lúcia Magalhães, o funcionamento do ginásio, cuja ordem chegou por telegrama em 19 de dezembro de 1948.
Padre Marques escolheu personalidades locais para exercer a docência, tais como: Dr. Ângelo Custódio Leite Pereira, Prof. João Gonçalves Ferreira (João Calado), Dr. Agenor Veloso, Dr. Djalma Veloso, Prof.ª Maria Amália Ramos, Prof. Armando Veloso, Pe. Benedito Lopes e Rosa Santos Martins. À medida que os alunos iam se formando, alguns passaram a lecionar na própria escola, dentre os quais: João Santos, Maria do Amparo Silva, Etevalda Oliveira, Maria dos Prazeres Pereira, Dolores Matias, Ineide Lima Verde, José de Arimateia Coelho e Maria do Amparo Coelho, que, por décadas, trabalhou na secretaria do colégio e exercia também a fincão de professora de geografia.
O ginásio funcionou primeiramente no Grupo Escolar Cônego Acilino, depois em casas alugadas dos senhores Francisco de Castro Veloso e Júlio Ferreira. Havia, portanto, a necessidade da construção de um prédio próprio que atendesse a demanda. E, como a cidade era muito concentrada na Rua do Maranhão, a pedra fundamental do Colégio Santo Antonio foi fincada na rua Ivete Veloso, num espaço que hoje compreende um domicílio particular.
Padre Marques tinha por objetivo levar a construção para o espaço onde se encontra hoje, Rua Coronel Aníbal Martins, 745, no qual existiam atividades pecuárias do Sr. Joaquim Lima Verde, como também a residência do Sr. Manuel Raimundo, cuja inauguração da sede própria do ginásio ocorreu a 20 de setembro de 1962, dentro das comemorações do bicentenário de Valença do Piauí.
Em 1966, foi criada a Escola Normal Santo Antônio, objetivando preparar professores para o exercício do magistério. Em 1969, foi criada a Escola Técnica de Comércio, cujo objetivo era preparar profissionais para atuarem na área comercial. Criou ainda uma escola infantil, um curso de datilografia e iniciou um projeto de alfabetização de adultos.
Padre Marques vendeu o Colégio Santo Antônio em 9 de março de 1979 e, atualmente, a Unidade Escolar Santo Antônio (como passou a ser chamado) é a maior escola jurisdicionada à Sétima Gerência Regional de Educação, sendo responsável pela educação e formação da maioria dos jovens da região de Valença.

### Elesbão Veloso e aposentadoria
Em 30 de abril de 1985, faleceu de um infarto fulminante o padre José Paulo do Rego, pároco de Santa Teresinha de Elesbão Veloso, e o arcebispo Dom Miguel Fenelon Câmara Filho pediu ao padre Marques que o substituísse. Marques ali ficou por quase quatro anos, de 12 de maio de 1985 a 13 de fevereiro de 1989. Neste período ele fez uma grande reforma na Igreja Matriz: colocou forro, ventiladores, trocou piso, etc.
De volta a Valença, em 8 de dezembro de 1990, comemorou o seu Jubileu de Ouro na Igreja de Nossa Senhora do Ó e Conceição.
Mesmo aposentado, padre Marques continuou a celebrar missas. Em dezembro de 2007, inaugurou a Igreja de São Raimundo Nonato, a qual ele idealizara, no bairro Lavanderia.
Em dezembro de 2015, o 75º aniversário de sua ordenação episcopal foi marcado por uma missa de ação de graças presidida pelo arcebispo Dom Jacinto Brito Sobrinho.

### Centenário e morte
O centenário de padre Marques foi amplamente comemorado em Valença do Piauí. As comemorações foram divididas em três momentos iniciando com um desfile de ex-alunos do colégio Santo Antônio (fundado pelo homenageado), que depois de muitos anos voltaram a vestir a farda do colégio para homenagear o ex-diretor que comandou o desfile em carro aberto.
A celebração na Igreja de Nossa Senhora do Ó e Conceição foi marcada por homenagens e presentes ao aniversariante que acompanhou todos os momentos da celebração, onde inclusive foi um dos co-celebrantes. Entre os presentes anunciados a promessa de construção de uma estátua em tamanho natural a ser construída em frente ao Colégio Santo Antônio. Após a celebração foi servido um jantar comunitário no Sindicato dos Trabalhadores Rurais a todos os presentes.
O decano sacerdote veio a falecer enquanto dormia, ao meio-dia de domingo, 29 de janeiro de 2017, em sua residência, vizinha ao Hospital Regional. Faltavam apenas quinze dias para seu 101º aniversário.
Seu corpo inicialmente foi velado em sua residência com passagens pela Igreja de São Raimundo Nonato, auditório do Colégio Santo Antônio que leva seu nome, passando pela Matriz e Igreja de São Benedito, e então sepultado no cemitério municipal na tarde do dia seguinte. A prefeita Ceiça Dias declarou luto oficial por três dias.